# Lymantria panthera
Lymantria panthera este o specie de molii din genul Lymantria, familia Lymantriidae, descrisă de Van Eecke 1928 Conform Catalogue of Life specia Lymantria panthera nu are subspecii cunoscute.